# Lema de Zorn

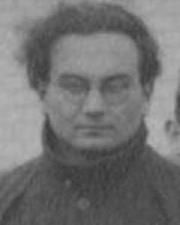
Max Zorn, fotografiado en 1930.

El lema de Zorn, también llamado de Kuratowski-Zorn, es una proposición de la teoría de conjuntos que afirma lo siguiente:

Todo conjunto parcialmente ordenado no vacío en el que toda cadena (subconjunto totalmente ordenado) tiene una cota superior, contiene al menos un elemento maximal.

Debe su nombre al matemático Max Zorn.

## Nociones preliminares
Los términos se definen como sigue. 
Dado un conjunto {\displaystyle X}, un orden en ese conjunto es una relación {\displaystyle \leq } definida entre elementos del conjunto con las tres propiedades siguientes:
- Reflexividad: {\displaystyle \forall x\in X\quad x\leq x}.
- Antisimetría: {\displaystyle \forall x,y\in X\quad (x\leq y~\land ~y\leq x)\Rightarrow x=y}.
- Transitividad: {\displaystyle \forall x,y,z\in X\quad (x\leq y~\land ~y\leq z)\Rightarrow x\leq z}.

En este caso, diremos que {\displaystyle (X,\leq )} es un conjunto parcialmente ordenado. Si además se tiene la siguiente propiedad:
- {\displaystyle \forall x,y\in X\quad x\leq y~\lor ~y\leq x},

diremos que {\displaystyle (X,\leq )} es un conjunto totalmente ordenado.
Nótese que el orden más habitual (en los números enteros, reales, etc.) es total, pero hay otros órdenes que no tienen por qué serlo. Por ejemplo, en {\displaystyle \mathbb {Z} ^{+}}, se puede comprobar que la relación de divisibilidad es un orden: {\displaystyle n\leq m\Leftrightarrow n\vert m} (tiene las tres propiedades anteriores). Sin embargo, no es un orden total, pues hay elementos que no son comparables. Por ejemplo, el 3 y el 5 no son comparables por ese orden, pues ni uno divide al otro, ni el otro al uno.
Diremos que un subconjunto {\displaystyle Y} de {\displaystyle X} tiene una cota superior {\displaystyle u} si {\displaystyle y\leq u} para cualquier {\displaystyle y\in Y}; no se necesita que {\displaystyle u} sea miembro de {\displaystyle Y}. Por ejemplo, 10 es una cota superior de {\displaystyle \{1,2,4,6\}} con el orden habitual en {\displaystyle \mathbb {Z} }, sin embargo no lo es con el orden de divisibilidad, pues {\displaystyle 10\not \geq 4,6}. En este caso, una cota podría ser, por ejemplo, {\displaystyle 24}. 
Un elemento {\displaystyle m\in Y} es maximal si el único {\displaystyle y\in Y} tal que {\displaystyle m\leq y} es {\displaystyle m} mismo. Nótese la diferencia entre maximal y máximo: un elemento es maximal de un conjunto si no existe ningún elemento más grande en el conjunto, y es máximo si es más grande que todos los elementos del conjunto. Por ejemplo, en {\displaystyle \mathbb {Z} ^{+}} con el orden de divisibilidad, el conjunto {\displaystyle \{1,2,4,6\}} tiene dos maximales: el 4 y el 6, pues ninguno divide a ningún otro elemento del conjunto. Sin embargo, ninguno de ellos es un máximo, pues ninguno es más grande (es múltiplo) que todos los demás.
Con esto ya estamos en condiciones de entender el enunciado:

Todo conjunto parcialmente ordenado no vacío en el que toda cadena (subconjunto totalmente ordenado) tiene una cota superior, contiene al menos un elemento maximal.

## Demostración a partir del axioma de elección
El axioma de elección dice que dada una familia (posiblemente infinita) de conjuntos no vacíos podemos definir una aplicación que tome un elemento de cada conjunto:
{\displaystyle \forall A:\emptyset \not \in A\implies \exists (f:A\to \bigcup A):\forall B\in A,f(B)\in B}.
Con este axioma podemos demostrar el lema de Zorn:
Sea que {\displaystyle X} el conjunto parcialmente ordenado del enunciado. Suponemos que {\displaystyle X} no tiene ningún elemento maximal y llegaremos a contradicción. 
Por hipótesis, cada subconjunto {\displaystyle A\subseteq X} totalmente ordenado tiene una cota superior. Por el axioma de elección podemos definir una función {\displaystyle g} que dado cada uno de estos subconjuntos devuelva su cota superior. Además, como estamos suponiendo que {\displaystyle X} no tiene ningún elemento maximal, se puede pedir que la cota de cada uno de estos subconjuntos no esté dentro del subconjunto. Es decir, dado {\displaystyle A\subseteq X} totalmente ordenado, {\displaystyle g(A)\in X\setminus A} nos da una cota superior. Para cada {\displaystyle A\subseteq X} y {\displaystyle a\in A}, denotamos {\displaystyle A_{<a}=\{x\in A:x<a\}} (notamos que, en particular, {\displaystyle a\notin A_{<a}})
Diremos que {\displaystyle A\subseteq X} es un {\displaystyle g}-conjunto si:
(i) Es totalmente ordenado.
(ii) No contiene secuencias infinitamente descendientes, es decir, no existen secuencias {\displaystyle a_{1}>a_{2}>\dots } infinitas en {\displaystyle A}.
(iii) Para cada {\displaystyle a\in A}, {\displaystyle g(A_{<a})=a} (está bien definido porque {\displaystyle a\notin A_{<a}}).
Observamos que:
- El conjunto vacío es trivialmente un {\displaystyle g}-conjunto.
- Si {\displaystyle A} es un {\displaystyle g}-conjunto, entonces {\displaystyle A\cup \{g(A)\}} también lo es. {\displaystyle \quad \quad (1)}

| Demostración de {\displaystyle (1)} |
| Esto último se demuestra comprobando las tres propiedades: (i) {\displaystyle A\cup \{g(A)\}} es totalmente ordenado porque {\displaystyle A} ya lo era y, por definición, {\displaystyle g(A)>x\quad \forall x\in A}. (ii) Las longitudes de las secuencias descendientes ha aumentado en uno al añadir {\displaystyle g(A)}, pero si eran finitas, lo siguen siendo. (iii) Para {\displaystyle a\in A}, es cierto porque {\displaystyle A} ya era un {\displaystyle g}-conjunto, y {\displaystyle g(A\cup \{g(A)\}_{<g(A)})=g(A\cup \{g(A)\}\setminus \{g(A)\})=g(A)}. |

Afirmamos que si {\displaystyle A,B\subseteq X} son {\displaystyle g}-conjuntos diferentes, entonces {\displaystyle A=B_{<b}} para cierto {\displaystyle b\in B} o bien {\displaystyle B=A_{<a}} para cierto {\displaystyle a\in A}. {\displaystyle \quad \quad (2)}
| Demostración de {\displaystyle (2)} |
| Sea {\displaystyle C=\{c\in A\cap B:A_{<c}=B_{<c}\}}. Afirmamos que {\displaystyle C=A} o {\displaystyle C=A_{<a}} para cierto {\displaystyle a\in A}. Supongamos que {\displaystyle C\neq A}. Entonces, {\displaystyle A\setminus C\neq \emptyset } y, como {\displaystyle A} es un {\displaystyle g}-conjunto, por (ii), existe un {\displaystyle a\in A\setminus C} mínimo. Por tanto, {\displaystyle A_{<a}\subseteq C}. Por otro lado, si {\displaystyle \exists c\in C\setminus A_{<a}}, como {\displaystyle C\subseteq A}, tenemos que {\displaystyle c\in A} y {\displaystyle c\notin A_{<a}}, por lo que {\displaystyle a<c\Rightarrow a\in A_{<c}{\overset {{\text{def }}C}{\subseteq }}C}, pero {\displaystyle a\in A\setminus C}, lo cual es una contradicción. Por tanto, {\displaystyle C\subseteq A_{<a}} y así, {\displaystyle C=A_{<a}}, como queríamos. Simétricamente, tenemos que {\displaystyle C=B} o {\displaystyle C=B_{<b}} para cierto {\displaystyle b\in B}.Supongamos que {\displaystyle C\neq A} y que {\displaystyle C\neq B}. Entonces, {\displaystyle A_{<a}=C=B_{<b}} para ciertos {\displaystyle a\in A,b\in B}, pero por ser {\displaystyle A,B} {\displaystyle g}-conjuntos, {\displaystyle a=g(A_{<a})=g(B_{<b})=b\Rightarrow a\in A\cap B} y {\displaystyle A_{<a}=B_{<b}=B_{<a}{\overset {{\text{def }}C}{\Rightarrow }}a\in C=A_{<a}}, lo que es contradictorio. Por tanto, {\displaystyle C=A} o {\displaystyle C=B}. Si {\displaystyle C=A}, como {\displaystyle A\neq B} por hipótesis, {\displaystyle C\neq B}, por lo que, por lo anterior, {\displaystyle C=B_{<b}} para cierto {\displaystyle b\in B}. De donde {\displaystyle A=C=B_{<b}} para cierto {\displaystyle b\in B}. Simétricamente, si {\displaystyle C=B}, entonces {\displaystyle B=C=A_{<a}} para cierto {\displaystyle a\in A}. Es decir, {\displaystyle A=B_{<b}} para cierto {\displaystyle b\in B} o bien {\displaystyle B=A_{<a}} para cierto {\displaystyle a\in A}, que es lo que queríamos ver. |

Sea ahora {\displaystyle E=\bigcup _{\underset {A~g{\text{-conjunto}}}{A\subseteq X}}{A}}. Entonces, {\displaystyle \forall a\in E}, si {\displaystyle A} es un {\displaystyle g}-conjunto que contiene a {\displaystyle a}, tenemos que {\displaystyle A_{<a}=E_{<a}}.{\displaystyle \quad \quad (3)}
| Demostración de {\displaystyle (3)} |
| Vemos las dos inclusiones: {\displaystyle (\subseteq )} Claramente, {\displaystyle A_{<a}\subseteq E_{<a}}, porque {\displaystyle x\in A_{<a}\Leftrightarrow \left\{{\begin{matrix}x\in A{\underset {{\text{def }}E}{\Rightarrow }}x\in E\\x<a\end{matrix}}\right\}\Rightarrow x\in E_{<a}}. {\displaystyle (\supseteq )} Sea {\displaystyle x\in E_{<a}} y supongamos que {\displaystyle B} es un {\displaystyle g}-conjunto tal que {\displaystyle x\in B}. - Si {\displaystyle B\subseteq A}, entonces {\displaystyle x\in A} y, como {\displaystyle x\in E_{<a}}, entonces {\displaystyle x<a}, por lo que {\displaystyle x\in A_{<a}}. - Si {\displaystyle B\not \subseteq A}, en particular, {\displaystyle A\neq B} y, por {\displaystyle (2)}, {\displaystyle A=B_{<b}} para cierto {\displaystyle b\in B}. Además, tenemos que {\displaystyle a<b} porque si {\displaystyle b\leq a\Rightarrow A=B_{<b}\subseteq B_{<a}}, por lo que {\displaystyle a\in B_{<a}}, lo que es contradictorio. Entonces, {\displaystyle x\in E_{<a}\Rightarrow x<a{\overset {a<b}{\Rightarrow }}x<b{\overset {x\in B}{\Rightarrow }}x\in B_{<b}=A{\overset {x<a}{\Rightarrow }}x\in A_{<a}}. En cualquier caso, {\displaystyle x\in A_{<a}}, como queríamos. |

Por último, {\displaystyle E} es un {\displaystyle g}-conjunto.{\displaystyle \quad \quad (4)}
| Demostración de {\displaystyle (4)} |
| (i) Es totalmente ordenado: Por definición de {\displaystyle E}, {\displaystyle \forall a,b\in E\quad \exists A,B} {\displaystyle g}-conjuntos con {\displaystyle a\in A,b\in B}. Por {\displaystyle (2)}, {\displaystyle B\not \subseteq A\Rightarrow B\neq A\Rightarrow A=B_{<b}\subseteq B}, de forma que {\displaystyle A\subseteq B} o {\displaystyle B\subseteq A}. En cualquier caso, {\displaystyle a} y {\displaystyle b} están en un único {\displaystyle g}-conjunto y son, por tanto, comparables. (ii) No existen secuencias descendientes infinitas: Supongamos que existe una: {\displaystyle a_{1}>a_{2}>\dots }. Sea {\displaystyle A} un {\displaystyle g}-conjunto con {\displaystyle a_{1}\in A\Rightarrow \forall i\geq 2\quad a_{i}\in E_{<a_{1}}{\overset {(3)}{=}}A_{<a_{1}}\subseteq A\Rightarrow A} tiene una secuencia descendiente infinita, lo cual es contradictorio con que {\displaystyle A} es un {\displaystyle g}-conjunto. (iii) {\displaystyle g(E_{<a})=a}. Sea {\displaystyle A} un {\displaystyle g}-conjunto con {\displaystyle a\in A}. Entonces, {\displaystyle a=g(A_{<a}){\overset {(3)}{=}}g(E_{<a})}. |

Por tanto, {\displaystyle E} es, por definición y por {\displaystyle (4)}, el {\displaystyle g}-conjunto más grande, pero {\displaystyle g(E)\notin E} y, por {\displaystyle (1)}, {\displaystyle E\cup \{g(E)\}} es un {\displaystyle g}-conjunto más grande que {\displaystyle E}, lo que es contradictorio. La contradcción proviene de haber supuesto que {\displaystyle X} no tiene ningún elemento maximal. Por tanto, sí que tiene, que es lo que queríamos demostrar. {\displaystyle \quad \square }

## Consecuencias
Al igual que el teorema del buen orden, el lema de Zorn es equivalente al axioma de elección, en el sentido de que cualquiera de ellos, junto con los axiomas de Zermelo-Fraenkel, basta para probar los otros. Aparece en las demostraciones de varios teoremas importantes, tales como el teorema de Hahn-Banach en análisis funcional, el teorema de que todo espacio vectorial tiene una base, el teorema de Tychonoff en topología, y los teoremas en álgebra abstracta que afirman que todo anillo con elemento unitario tiene un ideal maximal y que todo cuerpo tiene clausura algebraica.

## Ejemplo
Se considerará una aplicación usual del lema de Zorn: la prueba de que todo anillo R con unidad contiene un ideal maximal. Sea P el conjunto de todos los ideales bilaterales de R excepto R mismo, que no es vacío pues incluye al menos al ideal trivial {0} de R. Este conjunto está parcialmente ordenado por inclusión.
Sea entonces T un subconjunto totalmente ordenado de P; se demostrará que T tiene cota superior, es decir, hay un ideal I ⊆ R que contiene a todos los miembros de T, pero que no es igual a R (de lo contrario no estaría en P). Sea I la unión de todos los ideales en T. Esta es también un ideal: para cualquier a, b ∈ I, existen J, K ∈ T tales que a ∈ J y b ∈ K. Como T está totalmente ordenado, K ⊆ J o J ⊆ K. En el primer caso, b ∈ J y por lo tanto, como J es un ideal, a + b, ar, ra ∈ J ⊆ I para cualquier r ∈ R. En el segundo caso se razona de manera similar.
Para demostrar que I es distinto de R, basta con observar que un ideal es igual a R si y solo si incluye a 1. Es evidente que si es igual a R debe incluir a 1; recíprocamente, si incluye a 1 debe incluir a 1r = r para cualquier r ∈ R, y por lo tanto debe contener a R. Ahora bien, si I = R debería incluir a 1, con lo que habría un J ∈ T tal que 1 ∈ J, y por lo tanto J = R, contradiciendo la definición de P, que no lo incluía.
Se demostró que T tiene una cota superior en P. Aplicando el lema de Zorn, se tiene que P debe tener un elemento maximal, y por lo tanto, R tiene un ideal maximal.
Es de notar que la demostración depende del hecho de que R tenga un elemento unitario 1. De lo contrario, no solo la prueba fallaría, el mismo enunciado del teorema sería falso.